# Real Club Celta de Vigo Fútbol Sala
Il Real Club Celta Vigo Fútbol Sala è stata una società spagnola di calcio a 5 con sede a Vigo. L'ultimo assetto societario era nato nel 2006 dall'unione del Vigo Fútbol Sala e dell'Escuelas Deportivas de Láncara.

## Storia
Il Vigo Fútbol Sala nasce nella stagione 1991/1992 come Guaser Vigo F.S. iscrivendosi al campionato di Primera Nacional B dove giunge sesta. L'anno successivo con il nome di Marcote Vigo F.S. mantiene la categoria con il decimo posto e grazie all'associazione con il Colegio Marcote avvia una scuola per la promozione e la diffusione del calcio a 5.
Nel 1993/1994 dopo aver firmato una collaborazione con la Uhlsport, la formazione giunge terza in classifica ed ottiene la promozione alla Primera Nacional A oltre a vincere la coppa di Categoria. Dopo il sesto posto della successiva stagione, la formazione punta alla promozione alla Division de Plata che dopo il terzo posto finale consegue. Il budget molto ridotto non permise alla società di ben figurare l'anno successivo, potendo schierare praticamente solo ragazzi provenienti dalle proprie categorie giovanili. L'esperienza fu comunque utile per essere promossi con molti dei medesimi giocatori di nuovo alla seconda divisione nazionale e sfiorare il ritorno in Division de Honor nella stagione 2000/2001.
La stagione 2002/2003 fu invece piuttosto infausta con i problemi economici che costrinsero la squadra a predisporre un gruppo non all'altezza della categoria, l'esperienza terminò con una retrocessione che l'anno seguente si cercò di sanare con l'allestimento di una ottima squadra composta soprattutto da giocatori locali, dopo aver per lungo tempo occupato la vetta della classifica, la squadra ebbe una improvvisa flessione che la costrinse al terzo posto.
Durante l'estate 2004 a tener banco furono invece le questioni burocratiche: la Galparket As Pontes e la Enredo A Estrada, le due squadre che avevano anticipato il Vigo in classifica, ebbero problemi con l'iscrizione e furono estromesse dalla Division de Plata, la federazione però diede solo due giorni di tempo al Vigo per preparare la documentazione necessaria all'iscrizione alla seconda divisione nazionale, l'impossibilità a preparare tale documentazione estromise la società dalla Division de Plata e l'iscrizione alla Primera Nacional A.

## Rosa 2006-2007
|    | Naz.                  | Nome                         | Soprannome         | Ruolo     |
| -- | --------------------- | ---------------------------- | ------------------ | --------- |
| 12 | Spagna (bandiera)     | Eduardo Saavedra Cebreiro    | EDU                | Portiere  |
| 1  | Spagna (bandiera)     | Javier Arrivi Loureiro       | ARRIVI             | Portiere  |
| 3  | Brasile (bandiera)    | Ari Santos                   | ARI                | Ala       |
| 10 | Argentina (bandiera)  | Marcelo Fabián Giménez       | CHELITO            | Ala       |
| 11 | Brasile (bandiera)    | Leandro Bento de Oliveira    | LEANDRO            | Ala       |
| 6  | Portogallo (bandiera) | Rogerio Santos               | FORMIGA            | Ala       |
| 9  | Brasile (bandiera)    | Francisco Anibio Silva Costa | INDIAO             | Pivot     |
| 2  | Spagna (bandiera)     | Anderson de Almeida Gomes    | PURAO              | Difensore |
| 4  | Spagna (bandiera)     | Javier Iglesias Santos       | JAVI SANTOS        | Ala       |
| 5  | Argentina (bandiera)  | Carlos Florencio Sanchez     | CARLOS SANCHEZ     | Difensore |
| 7  | Brasile (bandiera)    | Gustavo Marques da Costa     | GUSTAVO MARQUES    | Ala-Pivot |
| 14 | Brasile (bandiera)    | Vinicius Gonzales            | VINICIUS CANARINHA | Pivot     |
| 13 | Brasile (bandiera)    | Daniel de Brito Acevedo      | DANIEL de BRITO    | Difensore |

Allenatore:  Tomas de Dios